# Sant Climent d'Àreu
Sant Climent d'Àreu, en realitat Sant Climent i Sant Feliu, és l'església parroquial del poble d'Àreu, en el terme municipal d'Alins, a la comarca del Pallars Sobirà. Es troba en el centre del nucli de població, a la plaça que s'obre davant de la seva façana nord.

## Descripció
Església parroquial de dimensions considerables, d'una sola nau dividida en quatre trams i capelles laterals, coberta amb volta d'arestes. La coberta exterior és a dues aigües amb el carener perpendicular a la façana principal. La porta, en l'eix central de la façana, és d'arc de mig punt adovellat, per sobre, en el mateix eix, hi ha un òcul i per damunt d'aquest una petita finestra. A la dreta de la porta s'aixeca una alta torre campanar coronada amb una teulada octogonal molt allargada. Remata l'altre extrem de la nau un absis semicircular de la mateixa alçada que la nau. Els murs construïts amb pedra irregular són arrebossats.
A l'interior es conserva una Verge de talla romànica, que podria procedir de santa Maria de la Torre. La Verge està asseguda en un tro amb el nen ajagut sobre el genoll esquerra, amb una ma sosté el nen i amb l'altre un ceptre, que possiblement no és l'original. El nen fa el gest de beneir amb la mà dreta i amb l'altre agafa un rotlle. La talla està estucada i policromada.

## Història
El lloc d'Àreu estava format per dues viles, la vila closa i la vila baixa de cases sense emmurallar. En origen, la parròquia era l'església de Sant Feliu a la vila closa mentre que Sant Joan, a la vila baixa, no era parròquia malgrat tenia la seva pròpia rectoria. Amb el temps es va traslladar la parròquia a la vila baixa però en comptes de refer l'antiga església que estava enrunada, es va construir una de nova sota l'advocació de Sant Climent.